# Dolichomitus
Dolichomitus är ett släkte av steklar som beskrevs av Smith 1877. Dolichomitus ingår i familjen brokparasitsteklar.

## Dottertaxa tillDolichomitus, i alfabetisk ordning[1][2]
- Dolichomitus aciculatus
- Dolichomitus agnoscendus
- Dolichomitus annulicornis
- Dolichomitus atratus
- Dolichomitus baiamarensis
- Dolichomitus billorum
- Dolichomitus birnovensis
- Dolichomitus bivittatus
- Dolichomitus buccatus
- Dolichomitus californicus
- Dolichomitus cangrejae
- Dolichomitus cantillanoi
- Dolichomitus cephalotes
- Dolichomitus cognator
- Dolichomitus crassus
- Dolichomitus curticornis
- Dolichomitus cuspidatus
- Dolichomitus debilis
- Dolichomitus diversicostae
- Dolichomitus dobrogensis
- Dolichomitus dolichosoma
- Dolichomitus dux
- Dolichomitus elongatus
- Dolichomitus feralis
- Dolichomitus flacissimus
- Dolichomitus flexilis
- Dolichomitus fortis
- Dolichomitus foxleei
- Dolichomitus garudai
- Dolichomitus grilloi
- Dolichomitus hypermeces
- Dolichomitus imperator
- Dolichomitus iridipennis
- Dolichomitus irritator
- Dolichomitus jiyuanensis
- Dolichomitus khasianus
- Dolichomitus kriechbaumeri
- Dolichomitus lateralis
- Dolichomitus longicauda
- Dolichomitus malaisei
- Dolichomitus mandibularis
- Dolichomitus maruti
- Dolichomitus matsumurai
- Dolichomitus megalourus
- Dolichomitus melanomerus
- Dolichomitus mesocentrus
- Dolichomitus messor
- Dolichomitus mordator
- Dolichomitus mucronatus
- Dolichomitus nakamurai
- Dolichomitus nigritarsis
- Dolichomitus nitidus
- Dolichomitus pallitibia
- Dolichomitus populneus
- Dolichomitus pterelas
- Dolichomitus pygmaeus
- Dolichomitus romanicus
- Dolichomitus rufescens
- Dolichomitus saperdus
- Dolichomitus scutellaris
- Dolichomitus sericeus
- Dolichomitus shenefelti
- Dolichomitus songxianicus
- Dolichomitus speciosus
- Dolichomitus splendidus
- Dolichomitus taeniatus
- Dolichomitus terebrans
- Dolichomitus triangustus
- Dolichomitus tuberculatus
- Dolichomitus vitticrus
- Dolichomitus xanthopodus
- Dolichomitus zonatus